# Riu de Manyanet
Riu de Manyanet är ett vattendrag i Spanien.   Det ligger i provinsen Província de Lleida och regionen Katalonien, i den nordöstra delen av landet, 400 km nordost om huvudstaden Madrid.